# 奧切列季亞涅 (多林斯卡區)
48°4′20″N 32°52′27″E / 48.07222°N 32.87417°E
奧切列季亞涅（烏克蘭語：Очеретяне），是烏克蘭中部的村莊，隸屬基洛夫格勒州的克羅皮夫尼茨基區。該村始建於1853年，面積0.25平方公里，海拔高度129米，2001年人口27，人口密度每平方公里109.3人。